# Rašanac
Rašanac (cyr. Рашанац) – wieś w Serbii, w okręgu braniczewskim, w gminie Petrovac na Mlavi. W 2011 roku liczyła 661 mieszkańców.